# ۱۱۸۳ (خورشیدی)
۱۱۸۳ هزار و صد و هشتاد و سومین سال هجری خورشیدی است.

## زادگان
٢٨ آبان - ملا محمد اشرفی (متوفی ١٢٧٦ خورشیدی) مرجع تقلید و فقیه شیعه - لترگاز بهشهر